# Hiroshi Suzuki
Hiroshi Suzuki (japonès: 鈴木弘)  (prefectura d'Aichi, 18 de setembre de 1933) és un nedador japonès, ja retirat, especialista en estil lliure, que va competir durant la dècada de 1950.
El 1952 va prendre part en els Jocs Olímpics d'Estiu de Hèlsinki, on va disputar dues proves del programa de natació. En ambdues, els 100 metres lliures i els 4x200 metres lliures guanyà la medalla de plata. En aquesta darrera prova compartí equip amb Yoshihiro Hamaguchi, Toru Goto i Teijiro Tanikawa. Quatre anys més tard, als Jocs de Melbourne, tornà a disputar les dues mateixes proves del programa de natació. Fou quart en els 4x200 metres lliures, mentre en els 100 metres lliures quedà eliminat en semifinals.
En el seu palmarès també destaquen dues medalles d'or als Jocs Asiàtics de 1954.